# 圣热尼迪布瓦
圣热尼迪布瓦（法語：Saint-Genis-du-Bois）是法国吉伦特省的一个市镇，属于朗贡区。

## 地理
圣热尼迪布瓦（44°42'6"N, 0°10'30"W）面积2.34 平方千米，位于法国新阿基坦大区吉倫特省，该省份为法国西南部沿海省份，是法國本土面积最大的省，北起滨海夏朗德省，西临大西洋，南至朗德省，东南接洛特-加龍省，东临多爾多涅省。
与圣热尼迪布瓦接壤的市镇（或旧市镇、城区）包括：马特尔、夸拉克、蒙蒂尼亚克、波特德伯诺日。

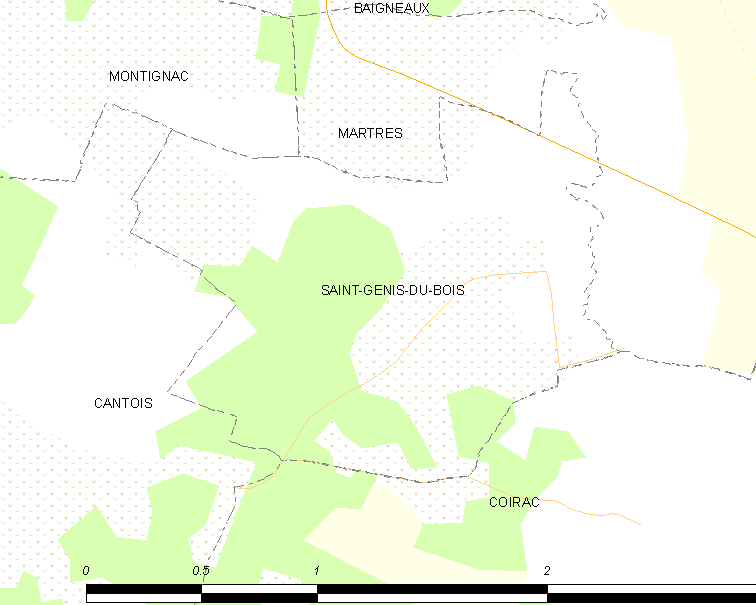
圣热尼迪布瓦的OSM定位图

圣热尼迪布瓦的时区为UTC+01:00、UTC+02:00（夏令时）。

## 行政
圣热尼迪布瓦的邮政编码为33760，INSEE市镇编码为33409。

## 政治
圣热尼迪布瓦所属的省级选区为海间县。

## 人口

1962-2008年间圣热尼迪布瓦人口变化图示

圣热尼迪布瓦于2022年1月1日时的人口数量为86人。